# Giải vô địch bóng đá U-20 thế giới 2019
Giải vô địch bóng đá U-20 thế giới 2019 là giải đấu thứ 22 của FIFA U-20 World Cup, giải vô địch bóng đá trẻ quốc tế tổ chức 2 năm một lần với sự tham dự của các đội tuyển quốc gia dưới 20 tuổi của các liên đoàn thành viên FIFA. Giải đấu được tổ chức tại Ba Lan trong khoảng thời gian từ 23 tháng 5 đến 15 tháng 6 năm 2019. Đây là giải đấu của FIFA đầu tiên do Ba Lan đăng cai; trước đó quốc gia này đã tổ chức các sự kiện bóng đá quốc tế của UEFA trong quá khứ bao gồm Giải vô địch bóng đá châu Âu 2012 với Ukraina và Giải vô địch U21 châu Âu 2017 của UEFA.
Anh đã vô địch giải đấu trước đó ở Hàn Quốc, nhưng không thể bảo vệ danh hiệu của mình sau khi thua 3-0 trước Na Uy trong trận play-off cho vòng loại cuối cùng tại Giải vô địch U-19 châu Âu 2018 ở Phần Lan. Anh là nhà vô địch thứ sáu liên tiếp đã thất bại tại vòng loại World Cup U-20 tiếp theo.
Trận đấu khai mạc và trận chung kết diễn ra tại sân vận động Widzewa ở Łódź.

## Lựa chọn nước chủ nhà
Quá trình đấu thầu để tổ chức FIFA U-20 World Cup 2019 và FIFA U-17 World Cup 2019 đã được FIFA công bố vào tháng 6 năm 2017. Một liên đoàn thành viên có thể đăng cai cả hai giải đấu, nhưng kết quả sẽ được trao cho các chủ nhà khác nhau

### Các quốc gia đăng cai
Có hai quốc gia nộp hồ sơ chính thức để tổ chức giải đấu.
- Ấn Độ[3]
- Ba Lan[4]

FIFA đã công bố Ba Lan là chủ nhà sau cuộc họp của Hội đồng FIFA vào ngày 16 tháng 3 năm 2018 tại Bogotá, Colombia. Ba Lan đã thắng Ấn Độ trong cuộc bầu chọn với tỷ số bầu chọn 9-5.

## Các đội vượt qua vòng loại
Tổng cộng có 24 đội đủ điều kiện cho vòng chung kết. Ngoài Ba Lan, đội chủ nhà, 23 đội khác đủ điều kiện từ sáu giải đấu châu lục khác nhau. Việc phân bổ vị trí đã được Hội đồng FIFA phê duyệt vào ngày 10 tháng 6 năm 2018.
| Liên đoàn                              | Giải đấu loại                         | Đội bóng    | Lần tham dự | Lần tham dự gần nhất | Thành tích tốt nhất                                  |
| -------------------------------------- | ------------------------------------- | ----------- | ----------- | -------------------- | ---------------------------------------------------- |
| AFC (Châu Á)                           | Giải vô địch U-19 Châu Á 2018         | Qatar       | 4           | 2015                 | Á quân (1981)                                        |
| AFC (Châu Á)                           | Giải vô địch U-19 Châu Á 2018         | Nhật Bản    | 10          | 2017                 | Á quân (1999)                                        |
| AFC (Châu Á)                           | Giải vô địch U-19 Châu Á 2018         | Hàn Quốc    | 15          | 2017                 | Hạng 4 (1983)                                        |
| AFC (Châu Á)                           | Giải vô địch U-19 Châu Á 2018         | Ả Rập Xê Út | 9           | 2017                 | Vòng 1/16 (2011, 2017)                               |
| CAF (Châu Phi)                         | Giải vô địch U-20 Châu Phi 2019       | Sénégal     | 3           | 2017                 | Hạng 4 (2015)                                        |
| CAF (Châu Phi)                         | Giải vô địch U-20 Châu Phi 2019       | Nigeria     | 12          | 2015                 | Á quân (1989, 2005)                                  |
| CAF (Châu Phi)                         | Giải vô địch U-20 Châu Phi 2019       | Nam Phi     | 4           | 2017                 | Vòng 1/16 (2009)                                     |
| CAF (Châu Phi)                         | Giải vô địch U-20 Châu Phi 2019       | Mali        | 7           | 2015                 | Hạng 3 (1999, 2015)                                  |
| CONCACAF (Bắc, Trung Mỹ và vùng Caribe | Giải vô địch U-20 CONCACAF 2018       | México      | 16          | 2017                 | Á quân (1977)                                        |
| CONCACAF (Bắc, Trung Mỹ và vùng Caribe | Giải vô địch U-20 CONCACAF 2018       | Panamá      | 6           | 2015                 | Vòng bảng (2003, 2005, 2007, 2011, 2015)             |
| CONCACAF (Bắc, Trung Mỹ và vùng Caribe | Giải vô địch U-20 CONCACAF 2018       | Hoa Kỳ      | 16          | 2017                 | Hạng 4 (1989)                                        |
| CONCACAF (Bắc, Trung Mỹ và vùng Caribe | Giải vô địch U-20 CONCACAF 2018       | Honduras    | 8           | 2017                 | Vòng bảng (1977, 1995, 1999, 2005, 2009, 2015, 2017) |
| CONMEBOL (Nam Mỹ)                      | Giải vô địch U-20 Nam Mỹ 2019         | Argentina   | 16          | 2017                 | Vô địch (1979, 1995, 1997, 2001, 2005, 2007)         |
| CONMEBOL (Nam Mỹ)                      | Giải vô địch U-20 Nam Mỹ 2019         | Uruguay     | 15          | 2017                 | Á quân (1997, 2013)                                  |
| CONMEBOL (Nam Mỹ)                      | Giải vô địch U-20 Nam Mỹ 2019         | Ecuador     | 4           | 2017                 | Vòng 1/16 (2001, 2011)                               |
| CONMEBOL (Nam Mỹ)                      | Giải vô địch U-20 Nam Mỹ 2019         | Colombia    | 10          | 2015                 | Hạng 3 (2003)                                        |
| OFC (Oceania)                          | Giải vô địch U-19 Châu Đại dương 2018 | New Zealand | 6           | 2017                 | Vòng 1/16 (2015, 2017)                               |
| OFC (Oceania)                          | Giải vô địch U-19 Châu Đại dương 2018 | Tahiti      | 2           | 2009                 | Group stage (2009)                                   |
| UEFA (Châu Âu)                         | Nước chủ nhà                          | Ba Lan      | 5           | 2007                 | Hạng 3 (1983)                                        |
| UEFA (Châu Âu)                         | Giải vô địch U-19 Châu Âu 2018        | Ý           | 7           | 2017                 | Hạng 3 (2017)                                        |
| UEFA (Châu Âu)                         | Giải vô địch U-19 Châu Âu 2018        | Bồ Đào Nha  | 12          | 2017                 | Vô địch (1989, 1991)                                 |
| UEFA (Châu Âu)                         | Giải vô địch U-19 Châu Âu 2018        | Ukraina     | 4           | 2015                 | Vòng 1/16 (2001, 2005, 2015)                         |
| UEFA (Châu Âu)                         | Giải vô địch U-19 Châu Âu 2018        | Pháp        | 7           | 2017                 | Vô địch (2013)                                       |
| UEFA (Châu Âu)                         | Giải vô địch U-19 Châu Âu 2018        | Na Uy       | 3           | 1993                 | Vòng bảng (1989, 1993)                               |

## Địa điểm thi đấu
Bielsko-Biała, Bydgoszcz, Gdynia, Łódź, Lublin và Tychy là sáu thành phố tổ chức giải đấu. Lubin (đừng nhầm lẫn với Lublin) cuối cùng đã rút khỏi danh sách do những rắc rối về năng lực khách sạn và được thay thế bằng Bielsko-Biała.
| Bielsko-Biała                                                                               | Bydgoszcz                                                   | Gdynia                                     |
| ------------------------------------------------------------------------------------------- | ----------------------------------------------------------- | ------------------------------------------ |
| Sân vận động Miejski (Sân vận động Bielsko-Biała)                                           | Sân vận động Zdzisław Krzyszkowiak (Sân vận động Bydgoszcz) | Sân vận động Miejski (Sân vận động Gdynia) |
| Sức chứa: 15.076                                                                            | Sức chứa: 20.247                                            | Sức chứa: 15.139                           |
|                                                                                             |                                                             |                                            |
| Bielsko-BiałaBydgoszczGdyniaŁódźLublinTychyGiải vô địch bóng đá U-20 thế giới 2019 (Ba Lan) |                                                             |                                            |
| Łódź                                                                                        | Lublin                                                      | Tychy                                      |
| Sân vận động Widzewa (Sân vận động Łódź)                                                    | Arena Lublin (Sân vận động Lublin)                          | Sân vận động Miejski (Sân vận động Tychy)  |
| Sức chứa: 18.008                                                                            | Sức chứa: 15.500                                            | Sức chứa: 15.600                           |
|                                                                                             |                                                             |                                            |

## Bốc thăm
Lịch thi đấu được công bố vào ngày 14 tháng 12 năm 2018, cùng ngày ra mắt biểu tượng chính thức.
Lễ bốc thăm cuối cùng được tổ chức vào ngày 24 tháng 2 năm 2019, 17:30 CET (UTC + 1), tại Nhà thi đấu thể thao Gdynia ở Gdynia. 24 đội thuộc 4 nhóm hạt giống được chia thành 6 bảng, mỗi bảng 4 đội. Đội chủ nhà Ba Lan được mặc nhiên vào nhóm hạt giống số 1, trong khi các đội còn lại được phân vào các nhóm khác dựa trên kết quả của họ trong 5 kỳ World Cup FIFA U-20 gần đây (các giải đấu gần đây được tính điểm cao hơn).
| Nhóm 1                                                             | Nhóm 2                                                   | Nhóm 3                                                             | Nhóm 4                                                 |
| ------------------------------------------------------------------ | -------------------------------------------------------- | ------------------------------------------------------------------ | ------------------------------------------------------ |
| - Ba Lan (Chủ nhà) - Bồ Đào Nha - Uruguay - Pháp - Hoa Kỳ - México | - Mali - Nigeria - New Zealand - Colombia - Hàn Quốc - Ý | - Ả Rập Xê Út - Sénégal - Argentina - Ecuador - Ukraina - Honduras | - Nhật Bản - Nam Phi - Panamá - Na Uy - Qatar - Tahiti |

## Trọng tài
Tổng cộng có 21 bộ, mỗi bộ gồm 3 trọng tài (1 trọng tài và 2 trợ lý), 6 trọng tài hỗ trợ và 20 trợ lý trọng tài video đã được chỉ định cho giải đấu.
| Liên đoàn | Trọng tài                 | Trợ lý                                       | Hỗ trợ                    | Trợ lý video |
| --------- | ------------------------- | -------------------------------------------- | ------------------------- | --- |
| AFC       | Ahmed Al-Kaf              | Abu Bakar Al-Amri Rashid Al-Ghaithi          | Ilgiz Tantashev           | Ammar Al-Jeneibi Khamis Al-Marri Fu Ming                                                                                                   |
| AFC       | Muhammad Taqi             | Min Kiat Koh Abdul Hannan                    | Ilgiz Tantashev           | Ammar Al-Jeneibi Khamis Al-Marri Fu Ming                                                                                                   |
| AFC       | Adham Makhadmeh           | Ahmad Al-Roalle Mohammad Al-Kalaf            | Ilgiz Tantashev           | Ammar Al-Jeneibi Khamis Al-Marri Fu Ming                                                                                                   |
| CAF       | Mustapha Ghorbal          | Mahmoud Ahmed Kamel Mokrane Gourari          | Pacifique Ndabihawenimana | Bakary Gassama Gehad Grisha Bamlak Tessema Weyesa                                                                                          |
| CAF       | Maguette N'Diaye          | Elvis Noupue Seydou Tiama                    | Pacifique Ndabihawenimana | Bakary Gassama Gehad Grisha Bamlak Tessema Weyesa                                                                                          |
| CAF       | Jean-Jacques Ndala Ngambo | Olivier Safari Souleimane Amaldine           | Pacifique Ndabihawenimana | Bakary Gassama Gehad Grisha Bamlak Tessema Weyesa                                                                                          |
| CONCACAF  | Ismail Elfath             | Kyle Atkins Corey Parker                     | Ivan Barton               | Adonai Escobedo |
| CONCACAF  | Fernando Guerrero         | Pablo Hernández José Martínez                | Ivan Barton               | Adonai Escobedo |
| CONCACAF  | Héctor Martínez           | Walter López Helpys Feliz                    | Ivan Barton               | Adonai Escobedo |
| CONMEBOL  | Raphael Claus             | Danilo Manis Bruno Pires                     | Joel Alarcón              | Julio Bascuñán Andrés Rojas Wilton Sampaio Jesús Valenzuela Gery Vargas                                                                    |
| CONMEBOL  | Leodán González           | Richard Trinidad Martín Soppi                | Joel Alarcón              | Julio Bascuñán Andrés Rojas Wilton Sampaio Jesús Valenzuela Gery Vargas                                                                    |
| CONMEBOL  | Alexis Herrera            | Jorge Urrego Tulio Moreno                    | Joel Alarcón              | Julio Bascuñán Andrés Rojas Wilton Sampaio Jesús Valenzuela Gery Vargas                                                                    |
| CONMEBOL  | Fernando Rapallini        | Diego Bonfá Gabriel Chade                    | Joel Alarcón              | Julio Bascuñán Andrés Rojas Wilton Sampaio Jesús Valenzuela Gery Vargas                                                                    |
| OFC       | Abdelkader Zitouni        | Folio Moeaki Bernard Mutukera                | David Yareboinen          | — |
| UEFA      | Benoît Bastien            | Hicham Zakrani Frédéric Haquette             | Sandro Schärer            | Artur Soares Dias Marco Guida Alejandro Hernández Hernández Alan Kelly Juan Martínez Munuera Benoît Millot Paweł Raczkowski Pol van Boekel |
| UEFA      | Jesús Gil Manzano         | Ángel Nevado Rodríguez Diego Barbero Sevilla | Sandro Schärer            | Artur Soares Dias Marco Guida Alejandro Hernández Hernández Alan Kelly Juan Martínez Munuera Benoît Millot Paweł Raczkowski Pol van Boekel |
| UEFA      | Ivan Kružliak             | Tomaš Somoláni Branislav Hancko              | Sandro Schärer            | Artur Soares Dias Marco Guida Alejandro Hernández Hernández Alan Kelly Juan Martínez Munuera Benoît Millot Paweł Raczkowski Pol van Boekel |
| UEFA      | Davide Massa              | Filippo Meli Fabiano Preti                   | Sandro Schärer            | Artur Soares Dias Marco Guida Alejandro Hernández Hernández Alan Kelly Juan Martínez Munuera Benoît Millot Paweł Raczkowski Pol van Boekel |
| UEFA      | Michael Oliver            | Simon Bennett Stuart Burt                    | Sandro Schärer            | Artur Soares Dias Marco Guida Alejandro Hernández Hernández Alan Kelly Juan Martínez Munuera Benoît Millot Paweł Raczkowski Pol van Boekel |
| UEFA      | Daniel Siebert            | Jan Seidel Rafael Foltyn                     | Sandro Schärer            | Artur Soares Dias Marco Guida Alejandro Hernández Hernández Alan Kelly Juan Martínez Munuera Benoît Millot Paweł Raczkowski Pol van Boekel |
| UEFA      | Slavko Vinčić             | Tomaž Klančnik Andraž Kovačič                | Sandro Schärer            | Artur Soares Dias Marco Guida Alejandro Hernández Hernández Alan Kelly Juan Martínez Munuera Benoît Millot Paweł Raczkowski Pol van Boekel |

## Đội hình tham dự
Cầu thủ sinh vào hoặc sau ngày 01 tháng 1 năm 1999 và vào hoặc trước ngày 31 tháng 12 năm 2003 đủ điều kiện để tham gia giải đấu.
Mỗi đội phải chốt một đội hình sơ bộ gồm từ 22 đến 50 cầu thủ. Từ đội hình sơ bộ, đội phải chốt đội hình cuối cùng gồm 21 cầu thủ (ba trong số đó phải là thủ môn) theo thời hạn của FIFA. Cầu thủ trong đội hình cuối cùng có thể được thay thế bởi một cầu thủ từ đội hình sơ bộ do chấn thương nghiêm trọng hoặc bệnh tật, trước khi đội thi đấu trận đầu tiên.

## Vòng bảng
Tất cả trận đấu diễn ra theo giờ địa phương CEST (UTC+2).
Các tiêu chí
Thứ hạng của các đội trong vòng bảng được xác định như sau: 
1. Điểm đạt được trong tất cả các trận đấu bảng (3 điểm cho một chiến thắng, 1 điểm cho trận hòa, không có điểm nào cho trận thua);
2. Hiệu số bàn thắng-thua trong tất cả các trận đấu bảng;
3. Số lượng bàn thắng ghi được trong tất cả các trận đấu bảng;
4. Kết quả đối đầu trực tiếp giữa các đội;
5. Hiệu số bàn thắng thua giữa các đội;
6. Số bàn thắng ghi được trong trận đấu giữa các đội;
7. Điểm kỷ luật trong tất cả các trận đấu bảng (áp dụng một điểm trừ cho đội bóng trong một trận đấu):
  1. Thẻ vàng: −1 điểm;
  2. Thẻ đỏ gián tiếp (thẻ vàng thứ hai): −3 điểm;
  3. Thẻ đỏ trực tiếp: −4 điểm;
  4. Thẻ vàng và thẻ đỏ trực tiếp: −5 điểm

### Bảng A
| VT | Đội        | ST | T | H | B | BT | BB | HS  | Đ | Giành quyền tham dự     |
| -- | ---------- | -- | - | - | - | -- | -- | --- | - | ----------------------- |
| 1  | Sénégal    | 3  | 2 | 1 | 0 | 5  | 0  | +5  | 7 | Vòng đấu loại trực tiếp |
| 2  | Colombia   | 3  | 2 | 0 | 1 | 8  | 2  | +6  | 6 | Vòng đấu loại trực tiếp |
| 3  | Ba Lan (H) | 3  | 1 | 1 | 1 | 5  | 2  | +3  | 4 | Vòng đấu loại trực tiếp |
| 4  | Tahiti     | 3  | 0 | 0 | 3 | 0  | 14 | −14 | 0 |                         |

| Tahiti | 0–3      | Sénégal              |
| ------ | -------- | -------------------- |
|        | Chi tiết | - Sagna 1', 29', 50' |

| Ba Lan | 0–2      | Colombia                      |
| ------ | -------- | ----------------------------- |
|        | Chi tiết | - Angulo 23' - Sandoval 90+3' |

| Sénégal                                | 2–0      | Colombia |
| -------------------------------------- | -------- | -------- |
| - Niane 34' (ph.đ.) - Lopy 85' (ph.đ.) | Chi tiết |          |

| Ba Lan                                                           | 5–0      | Tahiti |
| ---------------------------------------------------------------- | -------- | ------ |
| - Bednarczyk 18' - Zylla 37' - Steczyk 39', 61' - Benedyczak 74' | Chi tiết |        |

| Sénégal | 0–0      | Ba Lan |
| ------- | -------- | ------ |
|         | Chi tiết |        |

| Colombia                                                     | 6–0      | Tahiti |
| ------------------------------------------------------------ | -------- | ------ |
| - Sinisterra 8', 37' - Hernández 38', 42', 70' - Caicedo 87' | Chi tiết |        |

### Bảng B
| VT | Đội      | ST | T | H | B | BT | BB | HS | Đ | Giành quyền tham dự |
| -- | -------- | -- | - | - | - | -- | -- | -- | - | ------------------- |
| 1  | Ý        | 3  | 2 | 1 | 0 | 3  | 1  | +2 | 7 | Vòng 16             |
| 2  | Nhật Bản | 3  | 1 | 2 | 0 | 4  | 1  | +3 | 5 | Vòng 16             |
| 3  | Ecuador  | 3  | 1 | 1 | 1 | 2  | 2  | 0  | 4 | Vòng 16             |
| 4  | México   | 3  | 0 | 0 | 3 | 1  | 6  | −5 | 0 |                     |

| México           | 1–2      | Ý                           |
| ---------------- | -------- | --------------------------- |
| - De la Rosa 37' | Chi tiết | - Frattesi 3' - Ranieri 67' |

| Nhật Bản     | 1–1      | Ecuador             |
| ------------ | -------- | ------------------- |
| - Yamada 68' | Chi tiết | - Tagawa 45' (l.n.) |

| México | 0–3      | Nhật Bản                          |
| ------ | -------- | --------------------------------- |
|        | Chi tiết | - Miyashiro 21', 77' - Tagawa 52' |

| Ecuador | 0–1      | Ý               |
| ------- | -------- | --------------- |
|         | Chi tiết | - Pinamonti 15' |

| Ecuador     | 1–0      | México |
| ----------- | -------- | ------ |
| - Plata 12' | Chi tiết |        |

| Ý | 0–0      | Nhật Bản |
| - | -------- | -------- |
|   | Chi tiết |          |

### Bảng C
| VT | Đội         | ST | T | H | B | BT | BB | HS  | Đ | Giành quyền tham dự |
| -- | ----------- | -- | - | - | - | -- | -- | --- | - | ------------------- |
| 1  | Uruguay     | 3  | 3 | 0 | 0 | 7  | 1  | +6  | 9 | Vòng 16             |
| 2  | New Zealand | 3  | 2 | 0 | 1 | 7  | 2  | +5  | 6 | Vòng 16             |
| 3  | Na Uy       | 3  | 1 | 0 | 2 | 13 | 5  | +8  | 3 |                     |
| 4  | Honduras    | 3  | 0 | 0 | 3 | 0  | 19 | −19 | 0 |                     |

| Honduras | 0–5      | New Zealand                                                   |
| -------- | -------- | ------------------------------------------------------------- |
|          | Chi tiết | - Diego 8' (l.n.) - Waine 17', 27' - Singh 51' - Conroy 90+1' |

| Uruguay                                      | 3–1      | Na Uy              |
| -------------------------------------------- | -------- | ------------------ |
| - Núñez 21' - Ginella 29' - B. Rodríguez 87' | Chi tiết | - Borchgrevink 47' |

| Honduras | 0–2      | Uruguay                             |
| -------- | -------- | ----------------------------------- |
|          | Chi tiết | - Acevedo 41' - Schiappacasse 90+1' |

| Na Uy | 0–2      | New Zealand                           |
| ----- | -------- | ------------------------------------- |
|       | Chi tiết | - Stensness 71' - Kitolano 83' (l.n.) |

| Na Uy                                                                                                 | 12–0     | Honduras |
| --- | -------- | -------- |
| - Håland 7', 20', 36' (ph.đ.), 43', 50', 67', 77', 88', 90' - Østigård 30' - Hauge 46' - Markovic 82' | Chi tiết |          |

### Bảng  D
| VT | Đội     | ST | T | H | B | BT | BB | HS | Đ | Giành quyền tham dự |
| -- | ------- | -- | - | - | - | -- | -- | -- | - | ------------------- |
| 1  | Ukraina | 3  | 2 | 1 | 0 | 4  | 2  | +2 | 7 | Vòng 16             |
| 2  | Hoa Kỳ  | 3  | 2 | 0 | 1 | 4  | 2  | +2 | 6 | Vòng 16             |
| 3  | Nigeria | 3  | 1 | 1 | 1 | 5  | 3  | +2 | 4 | Vòng 16             |
| 4  | Qatar   | 3  | 0 | 0 | 3 | 0  | 6  | −6 | 0 |                     |

| Qatar | 0–4      | Nigeria                                                      |
| ----- | -------- | ------------------------------------------------------------ |
|       | Chi tiết | - Effiom 12' - Offia 24' - Dele-Bashiru 68' - Salawudeen 74' |

| Ukraina                   | 2–1      | Hoa Kỳ         |
| ------------------------- | -------- | -------------- |
| - Buletsa 26' - Popov 51' | Chi tiết | - Servania 32' |

| Qatar | 0–2      | Ukraina          |
| ----- | -------- | ---------------- |
|       | Chi tiết | - Popov 15', 59' |

| Hoa Kỳ          | 2–0      | Nigeria |
| --------------- | -------- | ------- |
| - Soto 18', 46' | Chi tiết |         |

| Hoa Kỳ                   | 4–0      | Qatar |
| ------------------------ | -------- | ----- |
| - Weah 1', 15', 56', 76' | Chi tiết |       |

### Bảng F
| VT | Đội         | ST | T | H | B | BT | BB | HS | Đ | Giành quyền tham dự                |
| -- | ----------- | -- | - | - | - | -- | -- | -- | - | ---------------------------------- |
| 1  | Pháp        | 3  | 3 | 0 | 0 | 7  | 2  | +5 | 9 | Advance to Vòng đấu loại trực tiếp |
| 2  | Mali        | 3  | 1 | 1 | 1 | 7  | 7  | 0  | 4 | Advance to Vòng đấu loại trực tiếp |
| 3  | Panamá      | 3  | 1 | 1 | 1 | 3  | 4  | −1 | 4 | Advance to Vòng đấu loại trực tiếp |
| 4  | Ả Rập Xê Út | 3  | 0 | 0 | 3 | 4  | 8  | −4 | 0 |                                    |

| Panamá                | 1–1      | Mali        |
| --------------------- | -------- | ----------- |
| - Valanta 87' (ph.đ.) | Chi tiết | - Konté 39' |

| Pháp                      | 2–0      | Ả Rập Xê Út |
| ------------------------- | -------- | ----------- |
| - Fofana 43' - Gouiri 75' | Chi tiết |             |

| Panamá | 0–2      | Pháp                         |
| ------ | -------- | ---------------------------- |
|        | Chi tiết | - Zagadou 44' - Cuisance 52' |

| Ả Rập Xê Út                                                 | 3–4      | Mali                                                   |
| ----------------------------------------------------------- | -------- | ------------------------------------------------------ |
| - Al-Buraikan 9' - Al-Tambakti 20' (ph.đ.) - Al-Ghannam 63' | Chi tiết | - S. Koïta 36' - Koné 54' - B. Traoré 70' - Camara 90' |

| Ả Rập Xê Út       | 1–2      | Panamá                      |
| ----------------- | -------- | --------------------------- |
| - Al-Buraikan 53' | Chi tiết | - McKenzie 7' - Valanta 78' |

| Mali                           | 2–3      | Pháp                                            |
| ------------------------------ | -------- | ----------------------------------------------- |
| - S. Koïta 14' - Diakite 90+5' | Chi tiết | - Cuisance 12' - Diaby 65' (ph.đ.) - Gouiri 87' |

### Bảng G
| VT | Đội        | ST | T | H | B | BT | BB | HS | Đ | Giành quyền tham dự     |
| -- | ---------- | -- | - | - | - | -- | -- | -- | - | ----------------------- |
| 1  | Argentina  | 3  | 2 | 0 | 1 | 8  | 4  | +4 | 6 | Vòng đấu loại trực tiếp |
| 2  | Hàn Quốc   | 3  | 2 | 0 | 1 | 3  | 2  | +1 | 6 | Vòng đấu loại trực tiếp |
| 3  | Bồ Đào Nha | 3  | 1 | 1 | 1 | 2  | 3  | −1 | 4 |                         |
| 4  | Nam Phi    | 3  | 0 | 1 | 2 | 3  | 7  | −4 | 1 |                         |

| Bồ Đào Nha   | 1–0      | Hàn Quốc |
| ------------ | -------- | -------- |
| - Trincão 7' | Chi tiết |          |

| Argentina                                                      | 5–2      | Nam Phi                             |
| -------------------------------------------------------------- | -------- | ----------------------------------- |
| - Vera 4' - Barco 63' (ph.đ.), 71' - Álvarez 78' - Gaich 90+2' | Chi tiết | - Phillips 23' - Foster 85' (ph.đ.) |

| Bồ Đào Nha | 0–2      | Argentina               |
| ---------- | -------- | ----------------------- |
|            | Chi tiết | - Gaich 33' - Pérez 84' |

| Nam Phi | 0–1      | Hàn Quốc           |
| ------- | -------- | ------------------ |
|         | Chi tiết | - Kim Hyun-woo 69' |

| Nam Phi               | 1–1      | Bồ Đào Nha        |
| --------------------- | -------- | ----------------- |
| - Monyane 53' (ph.đ.) | Chi tiết | - Rafael Leão 19' |

| Hàn Quốc                             | 2–1      | Argentina      |
| ------------------------------------ | -------- | -------------- |
| - Oh Se-hun 42' - Cho Young-wook 57' | Chi tiết | - Ferreira 88' |

### Xếp hạng các đội hạng ba
The four best third-placed teams from the six groups advanced to the knockout stage along with the six group winners and six runners-up.
| VT | Bg | Đội        | ST | T | H | B | BT | BB | HS | Đ | Giành quyền tham dự     |
| -- | -- | ---------- | -- | - | - | - | -- | -- | -- | - | ----------------------- |
| 1  | A  | Ba Lan     | 3  | 1 | 1 | 1 | 5  | 2  | +3 | 4 | Vòng đấu loại trực tiếp |
| 2  | D  | Nigeria    | 3  | 1 | 1 | 1 | 5  | 3  | +2 | 4 | Vòng đấu loại trực tiếp |
| 3  | B  | Ecuador    | 3  | 1 | 1 | 1 | 2  | 2  | 0  | 4 | Vòng đấu loại trực tiếp |
| 4  | E  | Panamá     | 3  | 1 | 1 | 1 | 3  | 4  | −1 | 4 | Vòng đấu loại trực tiếp |
| 5  | F  | Bồ Đào Nha | 3  | 1 | 1 | 1 | 2  | 3  | −1 | 4 |                         |
| 6  | C  | Na Uy      | 3  | 1 | 0 | 2 | 13 | 5  | +8 | 3 |                         |

## Vòng đấu loại trực tiếp
Trong giai đoạn loại trực tiếp, nếu một trận đấu có kết quả hòa sau 90 phút chính thức sẽ có thêm thời gian 2 hiệp phụ (mỗi hiệp 15 phút), trong đó mỗi đội được phép thay thế thêm cầu thủ lần thứ 4. Nếu vẫn hòa sau 2 hiệp phụ, trận đấu sẽ được quyết định bằng loạt sút luân lưu để xác định người chiến thắng.
Ở vòng 1/16, 4 đội xếp thứ ba của 4 bảng sẽ đấu với những đội đầu bảng A, B, C và D.
Kết quả sau vòng bảng, 4 đội xếp thứ ba của 4 bảng A, B, D, E (4 đội xếp thứ 3 có thành tích tốt nhất) đủ điều kiện cho vòng 16, đấu lần lượt với các đội nhất bảng B, C, A, D:
| Đội hạng 3 vượt qua vòng bảng | Đội hạng 3 vượt qua vòng bảng | Đội hạng 3 vượt qua vòng bảng | Đội hạng 3 vượt qua vòng bảng | Đội hạng 3 vượt qua vòng bảng | Đội hạng 3 vượt qua vòng bảng |    | 1A vs | 1B vs | 1C vs | 1D vs |
| ----------------------------- | ----------------------------- | ----------------------------- | ----------------------------- | ----------------------------- | ----------------------------- | -- | ----- | ----- | ----- | ----- |
| A                             | B                             | C                             | D                             |                               |                               | 3C | 3D    | 3A    | 3B    |       |
| A                             | B                             | C                             |                               | E                             |                               | 3C | 3A    | 3B    | 3E    |       |
| A                             | B                             | C                             |                               |                               | F                             | 3C | 3A    | 3B    | 3F    |       |
| A                             | B                             |                               | D                             | E                             |                               | 3D | 3A    | 3B    | 3E    |       |
| A                             | B                             |                               | D                             |                               | F                             | 3D | 3A    | 3B    | 3F    |       |
| A                             | B                             |                               |                               | E                             | F                             | 3E | 3A    | 3B    | 3F    |       |
| A                             |                               | C                             | D                             | E                             |                               | 3C | 3D    | 3A    | 3E    |       |
| A                             |                               | C                             | D                             |                               | F                             | 3C | 3D    | 3A    | 3F    |       |
| A                             |                               | C                             |                               | E                             | F                             | 3C | 3A    | 3F    | 3E    |       |
| A                             |                               |                               | D                             | E                             | F                             | 3D | 3A    | 3F    | 3E    |       |
|                               | B                             | C                             | D                             | E                             |                               | 3C | 3D    | 3B    | 3E    |       |
|                               | B                             | C                             | D                             |                               | F                             | 3C | 3D    | 3B    | 3F    |       |
|                               | B                             | C                             |                               | E                             | F                             | 3E | 3C    | 3B    | 3F    |       |
|                               | B                             |                               | D                             | E                             | F                             | 3E | 3D    | 3B    | 3F    |       |
|                               |                               | C                             | D                             | E                             | F                             | 3C | 3D    | 3F    | 3E    |       |

### Sơ đồ
|  | 1/16                   | 1/16                   |                        |       | Tứ kết           | Tứ kết       |                  |                  | Bán kết | Bán kết |  |  | Chung kết | Chung kết |
|  |                        |                        |                        |       |                  |              |                  |                  |         |         |  |  |           |           |
|  | 2 June – Łódź          |                        |                        |       |                  |              |                  |                  |         |         |  |  |           |           |
|  |                        |                        |                        |       |                  |              |                  |                  |         |         |  |  |           |           |
|  | Colombia (p)           | 1 (5)                  |                        |       |                  |              |                  |                  |         |         |  |  |           |           |
|  | Colombia (p)           | 1 (5)                  | 7 June – Łódź          |       |                  |              |                  |                  |         |         |  |  |           |           |
|  | New Zealand            | 1 (4)                  |                        |       |                  |              |                  |                  |         |         |  |  |           |           |
|  | New Zealand            | 1 (4)                  | Colombia               | 0     |                  |              |                  |                  |         |         |  |  |           |           |
|  | 3 June – Tychy         |                        | Colombia               | 0     |                  |              |                  |                  |         |         |  |  |           |           |
|  |                        | Ukraina                | 1                      |       |                  |              |                  |                  |         |         |  |  |           |           |
|  | Ukraina                | Ukraina                | 1                      | 4     |                  |              |                  |                  |         |         |  |  |           |           |
|  | Ukraina                |                        | 11 June – Gdynia       | 4     |                  |              |                  |                  |         |         |  |  |           |           |
|  | Panamá                 | 1                      |                        |       |                  |              |                  |                  |         |         |  |  |           |           |
|  | Panamá                 | 1                      | Ukraina                | 1     |                  |              |                  |                  |         |         |  |  |           |           |
|  | 2 June – Gdynia        |                        | Ukraina                | 1     |                  |              |                  |                  |         |         |  |  |           |           |
|  |                        | Ý                      | 0                      |       |                  |              |                  |                  |         |         |  |  |           |           |
|  | Ý                      | Ý                      | 0                      | 1     |                  |              |                  |                  |         |         |  |  |           |           |
|  | Ý                      | 7 June – Tychy         |                        | 1     |                  |              |                  |                  |         |         |  |  |           |           |
|  | Ba Lan                 | 0                      |                        |       |                  |              |                  |                  |         |         |  |  |           |           |
|  | Ba Lan                 | 0                      | Ý                      | 4     |                  |              |                  |                  |         |         |  |  |           |           |
|  | 4 June – Bielsko-Biała |                        | Ý                      | 4     |                  |              |                  |                  |         |         |  |  |           |           |
|  |                        | Mali                   | 2                      |       |                  |              |                  |                  |         |         |  |  |           |           |
|  | Argentina              | Mali                   | 2                      | 2 (4) |                  |              |                  |                  |         |         |  |  |           |           |
|  | Argentina              |                        | 15 June – Łódź         | 2 (4) |                  |              |                  |                  |         |         |  |  |           |           |
|  | Mali (p)               | 2 (5)                  |                        |       |                  |              |                  |                  |         |         |  |  |           |           |
|  | Mali (p)               | 2 (5)                  | Ukraina                | 3     |                  |              |                  |                  |         |         |  |  |           |           |
|  | 4 June – Bydgoszcz     |                        | Ukraina                | 3     |                  |              |                  |                  |         |         |  |  |           |           |
|  |                        | Hàn Quốc               | 1                      |       |                  |              |                  |                  |         |         |  |  |           |           |
|  | Pháp                   | Hàn Quốc               | 1                      | 2     |                  |              |                  |                  |         |         |  |  |           |           |
|  | Pháp                   | 8 June – Gdynia        |                        | 2     |                  |              |                  |                  |         |         |  |  |           |           |
|  | Hoa Kỳ                 | 3                      |                        |       |                  |              |                  |                  |         |         |  |  |           |           |
|  | Hoa Kỳ                 | 3                      | Hoa Kỳ                 | 1     |                  |              |                  |                  |         |         |  |  |           |           |
|  | 3 June – Lublin        |                        | Hoa Kỳ                 | 1     |                  |              |                  |                  |         |         |  |  |           |           |
|  |                        | Ecuador                | 2                      |       |                  |              |                  |                  |         |         |  |  |           |           |
|  | Uruguay                | Ecuador                | 2                      | 1     |                  |              |                  |                  |         |         |  |  |           |           |
|  | Uruguay                |                        | 11 June – Lublin       | 1     |                  |              |                  |                  |         |         |  |  |           |           |
|  | Ecuador                | 3                      |                        |       |                  |              |                  |                  |         |         |  |  |           |           |
|  | Ecuador                | 3                      | Ecuador                | 0     |                  |              |                  |                  |         |         |  |  |           |           |
|  | 4 June – Lublin        |                        | Ecuador                | 0     |                  |              |                  |                  |         |         |  |  |           |           |
|  |                        | Hàn Quốc               | 1                      |       | Tranh hạng 3     | Tranh hạng 3 |                  |                  |         |         |  |  |           |           |
|  | Nhật Bản               | Hàn Quốc               | 1                      | 0     | Tranh hạng 3     | Tranh hạng 3 |                  |                  |         |         |  |  |           |           |
|  | Nhật Bản               | 8 June – Bielsko-Biała | 8 June – Bielsko-Biała | 0     |                  |              | 14 June – Gdynia | 14 June – Gdynia |         |         |  |  |           |           |
|  | Hàn Quốc               | 8 June – Bielsko-Biała | 8 June – Bielsko-Biała | 1     |                  |              | 14 June – Gdynia | 14 June – Gdynia |         |         |  |  |           |           |
|  | Hàn Quốc               | Hàn Quốc (p)           | 3 (3)                  | 1     | Ý                | 0            |                  |                  |         |         |  |  |           |           |
|  | 3 June – Łódź          | Hàn Quốc (p)           | 3 (3)                  |       | Ý                | 0            |                  |                  |         |         |  |  |           |           |
|  |                        | Sénégal                | 3 (2)                  |       | Ecuador (s.h.p.) | 1            |                  |                  |         |         |  |  |           |           |
|  | Sénégal                | Sénégal                | 3 (2)                  | 2     | Ecuador (s.h.p.) | 1            |                  |                  |         |         |  |  |           |           |
|  | Sénégal                |                        |                        | 2     |                  |              |                  |                  |         |         |  |  |           |           |
|  | Nigeria                | 1                      |                        |       |                  |              |                  |                  |         |         |  |  |           |           |
|  | Nigeria                | 1                      |                        |       |                  |              |                  |                  |         |         |  |  |           |           |

### Vòng 1/16
| Ý                       | 1–0      | Ba Lan |
| ----------------------- | -------- | ------ |
| - Pinamonti 38' (ph.đ.) | Chi tiết |        |

| Colombia                                                          | 1–1 (s.h.p.) | New Zealand                                                    |
| ----------------------------------------------------------------- | ------------ | -------------------------------------------------------------- |
| - Reyes 11'                                                       | Chi tiết     | - Just 35'                                                     |
| Loạt sút luân lưu                                                 |              |                                                                |
| - Vera - Carbonero - Perea - Sandoval - Angulo - Balanta - Cuesta | 5–4          | - Singh - Bell - Mata - Stensness - McCowatt - Cacace - Conroy |

| Uruguay         | 1–3      | Ecuador                                                   |
| --------------- | -------- | --------------------------------------------------------- |
| - R. Araújo 11' | Chi tiết | - Alvarado 31' (ph.đ.) - Quintero 75' - Plata 83' (ph.đ.) |

| Ukraina                                      | 4–1      | Panamá       |
| -------------------------------------------- | -------- | ------------ |
| - Sikan 23', 45+1' - Popov 41' - Buletsa 83' | Chi tiết | - Walker 50' |

| Sénégal                   | 2–1      | Nigeria          |
| ------------------------- | -------- | ---------------- |
| - Sagna 36' - Niane 45+3' | Chi tiết | - Makanjuola 50' |

| Nhật Bản | 0–1      | Hàn Quốc        |
| -------- | -------- | --------------- |
|          | Chi tiết | - Oh Se-hun 84' |

| Pháp                      | 2–3      | Hoa Kỳ                         |
| ------------------------- | -------- | ------------------------------ |
| - Gouiri 41' - Alioui 55' | Chi tiết | - Soto 25', 74' - Rennicks 83' |

| Argentina                                 | 2–2 (s.h.p.) | Mali                                             |
| ----------------------------------------- | ------------ | ------------------------------------------------ |
| - Gaich 49' - Diaby 91' (l.n.)            | Chi tiết     | - Diaby 67' - Konté 120+1'                       |
| Loạt sút luân lưu                         |              |                                                  |
| - Pérez - Chancalay - Gaich - Sosa - Vera | 4–5          | - Dramé - B. Traoré - S. Koïta - Diaby - Sissoko |

### Tứ kết
| Colombia | 0–1      | Ukraina     |
| -------- | -------- | ----------- |
|          | Chi tiết | - Sikan 11' |

| Ý                                                             | 4–2      | Mali                        |
| ------------------------------------------------------------- | -------- | --------------------------- |
| - Koné 12' (l.n.) - Pinamonti 60', 83' (ph.đ.) - Frattesi 84' | Chi tiết | - S. Koïta 38' - Camara 79' |

| Hoa Kỳ     | 1–2      | Ecuador                        |
| ---------- | -------- | ------------------------------ |
| - Weah 36' | Chi tiết | - Cifuentes 30' - Espinoza 43' |

| Hàn Quốc                                                             | 3–3      | Sénégal                                        |
| -------------------------------------------------------------------- | -------- | ---------------------------------------------- |
| - Lee Kang-in 62' (ph.đ.) - Lee Ji-sol 90+8' - Cho Young-wook 96'    | Chi tiết | - Diagné 37' - Niane 76' (ph.đ.) - Ciss 120+1' |
| Loạt sút luân lưu                                                    |          |                                                |
| - Kim Jung-min - Cho Young-wook - Um Won-sang - Choi Jun - Oh Se-hun | 3–2      | - Danfa - Mbow - Ciss - Dia N'Diaye - Diagné   |

### Bán kết
| Ukraina       | 1–0      | Ý |
| ------------- | -------- | - |
| - Buletsa 65' | Chi tiết |   |

| Ecuador | 0–1      | Hàn Quốc       |
| ------- | -------- | -------------- |
|         | Chi tiết | - Choi Jun 39' |

### Tranh Hạng Ba
| Ý | 0–1 (s.h.p.) | Ecuador     |
| - | ------------ | ----------- |
|   | Chi tiết     | - Mina 104' |

### Chung Kết
| Ukraina                                | 3–1      | Hàn Quốc                 |
| -------------------------------------- | -------- | ------------------------ |
| - Supriaha 34', 53' - Tsitaishvili 89' | Chi tiết | - Lee Kang-in 5' (ph.đ.) |

## Vô địch
| Giải vô địch bóng đá U-20 thế giới 2019 |
| --------------------------------------- |
| · Ukraina · Lần thứ 1                   |

## Giải thưởng
Các giải thưởng sau đây được trao sau giải, giải thưởng được tài trợ bởi Adidas, ngoại trừ giải phong cách:
| Quả bóng vàng                      | Quả bóng bạc                       | Quả bóng đồng                      |
| ---------------------------------- | ---------------------------------- | ---------------------------------- |
| Lee Kang-in                        | Serhiy Buletsa                     | Gonzalo Plata                      |
| Chiếc giày vàng                    | Chiếc giày bạc                     | Chiếc giày đồng                    |
| Erling Håland                      | Danylo Sikan                       | Amadou Sagna                       |
| 9 bàn, 0 kiến tạo 270 phút thi đấu | 4 bàn, 0 kiến tạo 280 phút thi đấu | 4 bàn, 0 kiến tạo 334 phút thi đấu |
| Găng tay vàng                      |                                    |                                    |
| Andriy Lunin                       |                                    |                                    |
| FIFA Fair Play                     |                                    |                                    |
| Nhật Bản                           |                                    |                                    |

## Các cầu thủ ghi bàn
Erling Håland giành giải Chiếc giày vàng với 9 bàn thắng (cả 9 đều được ghi trong trận gặp U-20 Honduras).
Đã có 153 bàn thắng ghi được trong 52 trận đấu, trung bình 2.94 bàn thắng mỗi trận đấu.
9 bàn thắng
- Erling Håland

4 bàn thắng
- Andrea Pinamonti
- Amadou Sagna
- Danylo Sikan
- Sebastian Soto

3 bàn thắng
- Adolfo Gaich
- Cucho Hernández
- Amine Gouiri
- Sékou Koïta
- Ibrahima Niane
- Serhiy Buletsa
- Denys Popov
- Phạm Xuân Tạo

2 bàn thắng
- Ezequiel Barco
- Luis Sinisterra
- Gonzalo Plata
- Mickaël Cuisance
- Davide Frattesi
- Taisei Miyashiro
- Mohamed Camara
- Boubacar Konté
- Ben Waine
- Dominik Steczyk
- Firas Al-Buraikan
- Cho Young-wook
- Lee Kang-in
- Oh Se-hun
- Vladyslav Supriaha
- Timothy Weah
- Darwin Núñez
- Brian Rodríguez

1 bàn thắng
- Julián Álvarez
- Cristian Ferreira
- Nehuén Pérez
- Fausto Vera
- Iván Angulo
- Deiber Caicedo
- Andrés Reyes
- Luis Sandoval
- Alexander Alvarado
- José Cifuentes
- Jhon Espinoza
- Richard Mina
- Sergio Quintero
- Nabil Alioui
- Moussa Diaby
- Youssouf Fofana
- Dan-Axel Zagadou
- Luca Ranieri
- Kyosuke Tagawa
- Kota Yamada
- Abdoulaye Diaby
- Ousmane Diakite
- Ibrahima Koné
- Boubacar Traoré
- Roberto de la Rosa
- Matt Conroy
- Elijah Just
- Sarpreet Singh
- Gianni Stensness
- Tom Dele-Bashiru
- Maxwell Effiom
- Success Makanjuola
- Okechukwu Offia
- Aliu Salawudeen
- Muhamed Tijani
- Christian Borchgrevink
- Jens Hauge
- Eman Markovic
- Leo Østigård
- Nguyễn Khắc Khiêm
- Jakub Bednarczyk
- Adrian Benedyczak
- Marcel Zylla
- Rafael Leão
- Trincão
- Khalid Al-Ghannam
- Hassan Al-Tambakti
- Amadou Ciss
- Cavin Diagné
- Dion Lopy
- Lyle Foster
- James Monyane
- Keenan Phillips
- Choi Jun
- Kim Hyun-woo
- Lee Ji-sol
- Heorhiy Tsitaishvili
- Justin Rennicks
- Brandon Servania
- Nicolás Acevedo
- Ronald Araújo
- Francisco Ginella
- Nicolás Schiappacasse

1 bàn phản lưới nhà
- Darwin Diego (trong trận gặp New Zealand)
- Kyosuke Tagawa (trong trận gặp Ecuador)
- Abdoulaye Diaby (trong trận gặp Argentina)
- Ibrahima Koné (trong trận gặp Ý)
- John Kitolano (trong trận gặp New Zealand)

## Bảng xếp hạng giải đấu
Theo quy ước thống kê bóng đá, trận đấu phải giải quyết trong hiệp phụ được tính thắng và thua, trong khi đó trận đấu phải bước vào loạt sút luân lưu được tính là hòa.

| VT | Đội         | ST | T | H | B | BT | BB | HS  | Đ  | Kết quả chung cuộc    |
| -- | ----------- | -- | - | - | - | -- | -- | --- | -- | --------------------- |
| 1  | Ukraina     | 7  | 6 | 1 | 0 | 13 | 4  | +9  | 19 | Vô địch               |
| 2  | Hàn Quốc    | 7  | 4 | 1 | 2 | 9  | 8  | +1  | 13 | Á quân                |
| 3  | Ecuador     | 7  | 4 | 1 | 2 | 8  | 5  | +3  | 13 | Hạng 3                |
| 4  | Ý           | 7  | 4 | 1 | 2 | 8  | 5  | +3  | 13 | Hạng 4                |
|    |             |    |   |   |   |    |    |     |    |                       |
| 5  | Sénégal     | 5  | 3 | 2 | 0 | 10 | 4  | +6  | 11 | Dừng chân ở tứ kết    |
| 6  | Hoa Kỳ      | 5  | 3 | 0 | 2 | 8  | 6  | +2  | 9  | Dừng chân ở tứ kết    |
| 7  | Colombia    | 5  | 2 | 1 | 2 | 9  | 4  | +5  | 7  | Dừng chân ở tứ kết    |
| 8  | Mali        | 5  | 1 | 2 | 2 | 11 | 13 | −2  | 5  | Dừng chân ở tứ kết    |
|    |             |    |   |   |   |    |    |     |    |                       |
| 9  | Pháp        | 4  | 3 | 0 | 1 | 9  | 5  | +4  | 9  | Dừng chân ở vòng 1/16 |
| 10 | Uruguay     | 4  | 3 | 0 | 1 | 8  | 4  | +4  | 9  | Dừng chân ở vòng 1/16 |
| 11 | New Zealand | 4  | 2 | 1 | 1 | 8  | 3  | +5  | 7  | Dừng chân ở vòng 1/16 |
| 12 | Argentina   | 4  | 2 | 1 | 1 | 10 | 6  | +4  | 7  | Dừng chân ở vòng 1/16 |
| 13 | Nhật Bản    | 4  | 1 | 2 | 1 | 4  | 2  | +2  | 5  | Dừng chân ở vòng 1/16 |
| 14 | Ba Lan      | 4  | 1 | 1 | 2 | 5  | 3  | +2  | 4  | Dừng chân ở vòng 1/16 |
| 15 | Nigeria     | 4  | 1 | 1 | 2 | 6  | 5  | +1  | 4  | Dừng chân ở vòng 1/16 |
| 16 | Panamá      | 4  | 1 | 1 | 2 | 4  | 8  | −4  | 4  | Dừng chân ở vòng 1/16 |
|    |             |    |   |   |   |    |    |     |    |                       |
| 17 | Bồ Đào Nha  | 3  | 1 | 1 | 1 | 2  | 3  | −1  | 4  | Dừng chân ở vòng bảng |
| 18 | Na Uy       | 3  | 1 | 0 | 2 | 13 | 5  | +8  | 3  | Dừng chân ở vòng bảng |
| 19 | Nam Phi     | 3  | 0 | 1 | 2 | 2  | 7  | −5  | 1  | Dừng chân ở vòng bảng |
| 20 | Ả Rập Xê Út | 3  | 0 | 0 | 3 | 4  | 8  | −4  | 0  | Dừng chân ở vòng bảng |
| 21 | México      | 3  | 0 | 0 | 3 | 1  | 6  | −5  | 0  | Dừng chân ở vòng bảng |
| 22 | Qatar       | 3  | 0 | 0 | 3 | 0  | 6  | −6  | 0  | Dừng chân ở vòng bảng |
| 23 | Tahiti      | 3  | 0 | 0 | 3 | 0  | 14 | −14 | 0  | Dừng chân ở vòng bảng |
| 24 | Honduras    | 3  | 0 | 0 | 3 | 0  | 19 | −19 | 0  | Dừng chân ở vòng bảng |

## Tiếp thị

### Biểu trưng
Biểu trưng chính thức của giải đấu được công bố vào ngày 14 tháng 12 năm 2018. Biểu trưng có hình hoa cúc, một bông hoa nở vào mùa xuân ở Ba Lan kết hợp với màu đỏ và trắng trên quốc kỳ của Ba Lan, tượng trưng cho những gương mặt mới sẽ xuất hiện để hình thành chiếc cúp của giải đấu.

### Linh vật
Linh vật chính thức của giải đấu là Grzywek, được công vào ngày 23 tháng 2 năm 2019, một ngày trước lượt bốc thăm cuối cùng. Grzywek lấy cảm hứng từ một cái tên đặc biệt của bò rừng Ba Lan, xuất phát từ tiếng Ba Lan có nghĩa là từ mane - bộ lông dài làm nổi bật cho cổ của loài động vật nổi tiếng này - và cũng tượng trưng cho niềm tự hào của đất nước khi tổ chức cuộc thi FIFA đầu tiên.

## Các nhà tài trợ
| - Adidas - Coca-Cola - Hyundai–Kia | - Qatar Airways - VISA - Wanda Group |

## Bản quyền phát sóng
Dưới đây là danh sách kênh truyền hình của giải đấu:
^EUR - Vùng phủ sóng không bao gồm Andorra, Pháp, và Tây Ban Nha

### Truyền hình và truyền hình internet

#### Quốc gia tham dự
}}

| Quốc gia                                           | Đài truyền hình               | Đài truyền hình |
| Quốc gia                                           | Miễn phí                      | Trả tiền        |
| -------------------------------------------------- | ----------------------------- | --------------- |
| Ba Lan (chủ nhà)                                   | TVP (Ba Lan)                  |                 |
| Châu Phi - Mali - Nigeria - Senegal - South Africa | SABC 3 Trực tiếp 40% số trận  | SuperSport      |
| Argentina                                          | Televisión Pública            | TyC Sports      |
| Colombia                                           | Caracol                       | DirecTV Sports  |
| Colombia                                           | RCN                           | DirecTV Sports  |
| Trung Mỹ - Honduras - Panama                       | Televisa                      | Televisa        |
| México                                             | Televisa                      | Televisa        |
| Ecuador                                            | Canal Uno                     |                 |
| Pháp                                               |                               | Canal+          |
| French Polynesia                                   | TNTV                          | Sky Sport       |
| New Zealand                                        |                               | Sky Sport       |
| Honduras                                           | TVC                           |                 |
| Ý                                                  | RAI                           | Sky Sport       |
| Nhật Bản                                           | Fuji TV                       | J Sports        |
| Mali                                               | ORTM                          |                 |
| Trung Đông (Tây Á) - Qatar                         |                               | beIN Sports     |
| Na Uy                                              | NRK                           |                 |
| Panamá                                             | RPC-TV                        |                 |
| Panamá                                             | TVN                           |                 |
| Panamá                                             | TVMax                         |                 |
| Bồ Đào Nha                                         | RTP                           |                 |
| Qatar                                              | Al Kass                       |                 |
| Sénégal                                            | RTS                           |                 |
| Nam Mỹ - Argentina - Colombia - Ecuador - Uruguay  |                               | DirecTV Sports  |
| Hàn Quốc                                           | KBS                           |                 |
| Hàn Quốc                                           | MBC                           |                 |
| Hàn Quốc                                           | SBS                           |                 |
| UA:PBC                                             |                               |                 |
| Hoa Kỳ                                             | Fox (Tiếng Anh)               | Fox (Tiếng Anh) |
| Hoa Kỳ                                             | Telemundo (Tiếng Tây Ban Nha) |                 |
| Uruguay                                            | Teledoce                      | ANTEL           |
| Uruguay                                            | Canal 4                       | ANTEL           |
| Uruguay                                            | Canal 10                      | ANTEL           |
| VTV                                                |                               |                 |

#### Quốc gia không tham dự
| Quốc gia | Đài truyền hình                   | Đài truyền hình               |
| Quốc gia | Miễn phí                          | Trả tiền                      |
| --- | --------------------------------- | ----------------------------- |
| Albania | RTSH                              |                               |
| Andorra | Gol                               | Canal+                        |
| Tây Ban Nha | Gol                               |                               |
| Armenia | APMTV                             |                               |
| Úc | SBS                               |                               |
| Áo | ORF                               |                               |
| Belarus | Belteleradio                      |                               |
| Bỉ | VRT (Tiếng Đức) RTBF (Tiếng Pháp) |                               |
| Bolivia | Unitel                            |                               |
| Bolivia | Red Uno                           |                               |
| Brasil | Grupo Globo                       | Grupo Globo                   |
| Brasil | Grupo Band                        |                               |
| Brunei |                                   | Astro                         |
| Malaysia |                                   | Astro                         |
| Bulgaria | BNT                               |                               |
| Canada | CTV                               | TSN                           |
| Vùng Caribe - Chile - Peru - Venezuela |                                   | DirecTV Sports                |
| Trung Mỹ - Costa Rica - Dominican Republic - El Salvador - Guatemala - Nicaragua | Televisa                          | Televisa                      |
| Trung Quốc | CCTV                              |                               |
| Costa Rica | Teletica                          |                               |
| Croatia | HRT                               |                               |
| Curaçao | Direct Media                      |                               |
| Síp | RIK                               |                               |
| Séc | ČT                                |                               |
| El Salvador | TCS                               |                               |
| Estonia | ERR                               |                               |
| Châu ÂuEUR | EBU                               |                               |
| Phần Lan | YLE                               |                               |
| Hungary | MTVA                              |                               |
| Iceland | RÚV                               |                               |
| Tiểu lục địa Ấn Độ - Bangladesh - Bhutan - Ấn Độ - Maldives - Nepal - Pakistan - Sri Lanka |                                   | SPN                           |
| Indonesia | Super Soccer TV                   |                               |
| Ireland | RTÉ                               |                               |
| Ireland | FreeSports                        |                               |
| Anh Quốc |                                   |                               |
| Israel | KAN                               |                               |
| Jamaica | TVJ                               |                               |
| Latvia | LTV                               |                               |
| Liechtenstein | SRG SSR                           |                               |
| Thụy Sĩ | SRG SSR                           |                               |
| Litva | LRT                               |                               |
| Maroc | SNRT                              |                               |
| Malta | PBS                               |                               |
| Trung Đông và Bắc Mỹ - Algeria - Bahrain - Chad - Comoros - Djibouti - Egypt - Iran - Iraq - Jordan - Kuwait - Lebanon - Libya - Mauritania - Oman - Palestine - Somalia - Sudan - Syria - Tunisia - United Arab Emirates - Yemen |                                   | beIN Sports                   |
| Montenegro | RTCG                              |                               |
| Myanmar | MRTV                              |                               |
| Hà Lan | NOS                               |                               |
| Nicaragua | Televicentro                      |                               |
| Nicaragua | Canal 10                          |                               |
| Bắc Macedonia | MRT                               |                               |
| Pacific |                                   | Sky Sport                     |
| Paraguay |                                   | Tigo Sports                   |
| Perú | Latina                            |                               |
| Puerto Rico | Telemundo (Tiếng Tây Ban Nha)     | Telemundo (Tiếng Tây Ban Nha) |
| Puerto Rico | Fox (Tiếng Anh)                   |                               |
| România | TVR                               |                               |
| San Marino | RAI                               | Sky Sport                     |
| Thành Vatican | RAI                               | Sky Sport                     |
| Serbia | RTS                               |                               |
| Slovakia | RTVS                              |                               |
| Slovenia | RTVSLO                            |                               |
| Châu Phi Hạ Sahara - Angola - Benin - Botswana - Burkina Faso - Burundi - Cameroon - Cape Verde - Central African Republic - Chad - Comoros - Congo - DR Congo - Djibouti - Equatorial Guinea - Eritrea - Eswatini - Ethiopia - Gabon - Gambia - Ghana - Guinea - Guinea-Bissau - Ivory Coast - Kenya - Lesotho - Liberia - Madagascar - Malawi - Mauritania - Mauritius - Mozambique - Namibia - Niger - Rwanda - Sao Tome and Principe - Sierra Leone - Somalia - South Sudan - Sudan - Seychelles - Tanzania - Togo - Uganda - Zimbabwe - Zambia |                                   | SuperSport                    |
| Thổ Nhĩ Kỳ | TRT                               |                               |

### Radio và radio internet

#### Quốc gia tham dự
| Quốc gia                                          | Đài phát thanh                        |
| ------------------------------------------------- | ------------------------------------- |
| Ba Lan (host)                                     | PR                                    |
| Colombia                                          | Caracol Radio                         |
| Colombia                                          | RCN Radio                             |
| Colombia                                          | Blu Radio                             |
| Trung Mỹ - Honduras - Panama                      | Televisa                              |
| México                                            | Televisa                              |
| Ý                                                 | RAI                                   |
| Mali                                              | ORTM                                  |
| Na Uy                                             | NRK                                   |
| Panamá                                            | Medcom                                |
| Bồ Đào Nha                                        | RTP                                   |
| Sénégal                                           | RTS                                   |
| Nam Mỹ - Argentina - Colombia - Ecuador - Uruguay | TyC                                   |
| Hàn Quốc                                          | KBS                                   |
| Hàn Quốc                                          | MBC                                   |
| Hàn Quốc                                          | SBS                                   |
| Ukraina                                           | UA:PBC                                |
| Hoa Kỳ                                            | Fox Sports Radio (Tiếng Anh)          |
| Hoa Kỳ                                            | Fútbol de Primera (Tiếng Tây Ban Nha) |

#### Quốc gia không tham dự
| Quốc gia                                                                         | Đài phát thanh    |
| -------------------------------------------------------------------------------- | ----------------- |
| Albania                                                                          | RTSH              |
| Armenia                                                                          | HR                |
| Úc                                                                               | SBS               |
| Áo                                                                               | ORF               |
| Belarus                                                                          | Belteleradio      |
| Bỉ                                                                               | VRT (Tiếng Đức)   |
| Bỉ                                                                               | RTBF (Tiếng Pháp) |
| Luxembourg                                                                       |                   |
| Brasil                                                                           | Grupo Globo       |
| Brasil                                                                           | Grupo Band        |
| Bulgaria                                                                         | BNR               |
| Canada                                                                           | TSN               |
| Vùng Caribe                                                                      | TyC               |
| Nam Mỹ - Chile - Peru - Venezuela                                                | TyC               |
| Trung Mỹ - Costa Rica - Dominican Republic - El Salvador - Guatemala - Nicaragua | Televisa          |
| Costa Rica                                                                       | Repretel          |
| Croatia                                                                          | HRT               |
| Curaçao                                                                          | Direct Media      |
| Síp                                                                              | RIK               |
| Séc                                                                              | ČR                |
| Estonia                                                                          | ERR               |
| Châu ÂuEUR                                                                       | EBU               |
| Phần Lan                                                                         | YLE               |
| Hungary                                                                          | MTVA              |
| Iceland                                                                          | RÚV               |
| Ireland                                                                          | RTÉ               |
| Israel                                                                           | KAN               |
| Jamaica                                                                          | Radio Jamaica     |
| Latvia                                                                           | LR                |
| Liechtenstein                                                                    | SRG SSR           |
| Thụy Sĩ                                                                          | SRG SSR           |
| Litva                                                                            | LRT               |
| Malta                                                                            | PBS               |
| Montenegro                                                                       | RTCG              |
| Myanmar                                                                          | MRTV              |
| Bắc Macedonia                                                                    | MRT               |
| Puerto Rico                                                                      | Fútbol de Primera |
| Puerto Rico                                                                      | Fox Sports Radio  |
| România                                                                          | Radio Romania     |
| San Marino                                                                       | RAI               |
| Thành Vatican                                                                    | RAI               |
| Serbia                                                                           | RTS               |
| Slovakia                                                                         | RTVS              |
| Slovenia                                                                         | RTVSLO            |
| Thổ Nhĩ Kỳ                                                                       | TRT               |